# Nicolás Brussino
Nicolás José Brussino (Cañada de Gómez, 2 marzo 1993) è un cestista argentino con cittadinanza italiana, di ruolo ala piccola.
È il fratello di Juan Brussino.

## Carriera

### Argentina (2012-2016)

#### Regatas Corrientes (2012-2015)
Il 22 luglio 2012 venne aggregato al roster dei Regatas Corrientes e debuttò in settembre entrando nei minuti finali contro il Quimsa.

#### Peñarol (2015-2016)
Nel 2015, dopo essersi candidato al draft senza venire scelto, andò a giocare nel Peñarol. L'esperienza con la squadra di Mar Del Plata durò un anno in cui tenne una media di 14,4 punti, 5,5 rimbalzi, 3,1 assist e 1,5 palle rubate a partita.

### NBA (2016-2017)

#### Dallas Mavericks (2016-2017)
Il 15 luglio 2016 approdò in NBA, firmando un contratto triennale al minimo salariale coi Dallas Mavericks. Brussino venne subito notato dai suoi compagni di squadra e dell'allenatore Rick Carlisle per essere uno caparbio che non si tira mai indietro. Tra i giocatori della franchigia texana questa qualità gliela riconobbe sin da subito il playmaker della Nazionale portoricana (oltre che dei Mavs) JJ Barea, che fu suo avversario durante i Campionati Americani 2015. Dopo essere stato assegnato più volte ai Texas Legends in D-League (con cui segnò 83 punti in 5 partite, mantenendo una media di 16,6 punti a partita), Brussino da febbraio iniziò a trovare molto spazio nelle rotazioni del coach Rick Carlisle, facendosi anche notare con prestazioni da doppia cifra nei punti.
Si fece notare soprattutto nella gara contro gli Washington Wizards in cui segnò 11 punti e raccolse 9 rimbalzi, contribuendo alla vittoria dei Mavericks in trasferta col punteggio di 112-107. Si ripeté il 5 aprile 2017 nella gara persa in trasferta dai Mavs per 98-87 contro i Sacramento Kings in cui lui mise a referto 13 punti e 5 assist. Il 13 aprile, nell'ultima gara della stagione in cui partì titolare, segnò 15 punti nella vittoria esterna contro i Memphis Grizzlies per 100-93, con 4 tiri da 3 punti e 3 tiri liberi. Disputò una discreta stagione con i Mavs, in particolare nella seconda parte. Il 20 luglio 2017 venne tagliato dai Mavericks.

#### Atlanta Hawks (2017)
Il 22 luglio 2017 firmò con gli Atlanta Hawks. Dopo aver trovato pochissimo spazio nelle rotazioni del coach dei falchi Mike Budenholzer (che tra l'altro lo spedì varie volte in G-League agli Erie BayHawks con cui disputò 8 partite) l'8 dicembre 2017 venne tagliato dagli Hawks.

### Europa (2017-)

#### Gran Canaria (2017-2018)
Il 31 dicembre 2017 si accordò con il Gran Canaria, andando così a giocare in Spagna.

#### Tenerife (2018-oggi)
Il 26 luglio 2018 firma un contratto annuale con opzione per il secondo con l'Iberostar Tenerife.

### Nazionale
Nicolas fa parte stabilmente della Nazionale argentina in pianta stabile dal 2014. Oltre ad aver disputato 1 Campionato Americano (2015), 1 Campionato Panamericano (2015) e 2 Campionati Sudamericani (2014 e 2016) partecipò alle Olimpiadi di Rio 2016 dove con la Nazionale si fermò ai quarti venendo sconfitta dagli Stati Uniti 105-78; in quest'ultima gara Brussino giocò 12 minuti in uscita dalla panchina segnando 2 punti.

## Statistiche NBA

### Regular season
| Stagione | Squadra          | PG | PI | MPG | FG%  | 3P%  | FT%  | RPG | APG | SPG | BPG | PPG |
| -------- | ---------------- | -- | -- | --- | ---- | ---- | ---- | --- | --- | --- | --- | --- |
| 2016-17  | Dallas Mavericks | 54 | 2  | 9,6 | 36,9 | 30,5 | 77,3 | 1,8 | 0,9 | 0,3 | 0,1 | 2,8 |
| 2017-18  | Atlanta Hawks    | 4  | 0  | 2,5 | 0,0  | 0,0  | -    | 0,8 | 0,0 | 0,3 | 0,0 | 0,0 |
| Carriera | Carriera         | 58 | 2  | 9,2 | 36,4 | 29,9 | 77,3 | 1,2 | 0,8 | 0,3 | 0,1 | 2,6 |

## Palmarès
- Campionato argentino: 1

Regatas Corrientes: 2012-2013
- Eurocup: 1

Gran Canaria: 2022-23